# (35247) 1995 UZ20
1995 UZ20 (asteroide 35247) é um asteroide da cintura principal. Possui uma excentricidade de 0.01941150 e uma inclinação de 1.23785º.
Este asteroide foi descoberto no dia 19 de outubro de 1995 por Spacewatch em Kitt Peak.